# اشتراسوف آندر نوردبان
اشتراسوف آندر نوردبان (به آلمانی: Strasshof an der Nordbahn) یک منطقهٔ مسکونی در اتریش است که در ناحیه گنزرندورف واقع شده‌است. اشتراسوف آندر نوردبان ۱۱٫۶۳ کیلومتر مربع مساحت دارد ۱۶۵ متر بالاتر از سطح دریا واقع شده‌است.